# Лейндерс, Баз
Баз Лейндерс (нидерл. Bas Leinders; родился 16 июля 1975 года в Бре, Бельгия) — бельгийский автогонщик.
- Чемпион Немецкой Формулы-3 1998 года.
- Вице-чемпион Blancpain Endurance Series в классе GT3 Pro (2012).
- 2-кратный бронзовый призёр чемпионата Формулы-Рено 3.5 (2002-03).

## Общая информация
Баз женат. У него и его жены есть двое сыновей.
В конце 2000-х Лейндерс стал совладельцем команды Marc VDS Racing Team, параллельно также выполняя роль одного из её пилотов в гонках GT.

## Спортивная карьера

### Первые годы
Баз начал свою спортивную карьеру в 1983 году в картинге. Следующие 11 лет бельгиец выступает в различных соревнованиях подобного рода, добившись звания вице-чемпиона Европы в классе Формула-А в 1992 году, а также став третьим на чемпионате Германии.
В 1994 году Лейндерс переходит в гонки формульного типа. Первой серией База становится национальная серия на машинах класса Формула-Форд. Бельгиец быстро привыкает к новой для себя технике и в первый же сезон берёт титул; также проведено несколько стартов в аналогичном европейском первенстве. Через год Лейндерс переезжает в Великобританию, участвуя в местном аналогичном первенстве. И здесь бельгийцу удаётся быстро освоиться на незнакомых для себя трассах и в дебютный год стать чемпионом, параллельно Базу удаётся стать лучшим на европейском первенстве.
Быстро найти себе место в одном из чемпионатов на машинах следующей ступени — класса Формула-3 — не удаётся и Лейндерс проводит 1996 год в европейской Формуле-Opel. Удалось подписать контракт с Van Amersfoort Racing, планировавшей в следующем сезоне создать собственную команду в немецкой Ф3. Дополнительная мотивация и уже имевшийся опыт позволяют Базу выиграть очередной титул, а также получить место в более старшей серии. Через год в немецкой Ф3 сразу бороться за титул не удаётся — в свой первый сезон Баз хоть и достаточно быстро выходит на один уровень по скорости с лидерами (даже выиграв две квалификации), но по стабильности оказывается лишь седьмым в личном зачёте. Через год, впрочем, бельгиец пользуется уходом большинства недавних конкурентов и выигрывает титул.
Следующим шагом в карьере Лейндерса становится Международная Формула-3000. Первые два года ему достаётся место в весьма слабых командах, из-за чего бельгиец даже не может бороться за попадание в очковую зону. Ситуация меняется в 2001 году — Баз во второй раз приходит в команду KTR, в которой параллельно происходят структурные изменения. Накат в гонках серии позволил Лейндерсу сравнительно быстро качественно улучшить свои результаты, регулярно квалифицироваться вблизи Top10, а в гонках дважды финишировать вторым, что позволило ему стать по итогам сезона седьмым в личном зачёте.
Накануне сезона-2002 в Международной Формуле-3000 произошла смена поколения техники, которую KTR не поддержала, уйдя в конкурирующее первенство Мировой серии Ниссан; Баз последовал за командой. В новом первенстве бельгиец сохраняет прежний уровень результатов, быстро став одним из лидеров серии. Два сезона Лейндерс штурмует вершину личного зачёта, но добивается лишь нескольких побед, а также звания двукратного бронзового призёра чемпионата.
Побывав практически во всех европейских «формулических» сериях Баз в 2004 году предпринимает последнюю попытку попасть в Формулу-1. Однако максимумом того, что удаётся его менеджменту, становится место запасного пилота в Minardi F1. После года ожидания своего шанса бельгиец завершает свою карьеру в сериях на машинах с открытыми колёсами и сосредотачивается на гонках спортпрототипов.

### Карьера в кузовных сериях
Первые опыты в кузовных гонках начинаются в 1998 году: не сумев найти постоянный контракт в «формулических» сериях он в течение сезона стартует в гонках национального чемпионата GT. Первые старты принесли ряд положительных результатов и следующие несколько лет, даже полностью занятый в гонках на машинах с открытыми колёсами, он периодически выходит на старт различных национальных серий. В 2002 году Лейндерс попробовал себя в FIA GT.
После завершения этапа карьеры в «формулических» сериях он вновь возвращается в FIA GT, где несколько лет выступает в одном из младших классов, периодически стартуя в других гонках на выносливость. Лишь в 2009 году бельгиец наконец перебирается в один из двух старших классов, а через год он переходит в только что созданный чемпионат мира FIA GT1.
В чемпионате мира Лейндерс выступает в составе одной из команд на Ford GT. Особых успехов достичь не удаётся, но экипаж бельгийца регулярно финиширует в очках. Параллельно Баз стартует во множестве других гонок на выносливость: дебютирует в суточном марафоне в Ле-Мане, стартует в недавно образованной Blancpain Endurance Series. Гонки в последней, даже при участии в гонках на частичном расписании, проходят куда лучше: в 2011 году экипаж Лейндерса одерживает несколько побед и через год Баз сосредотачивается на выступлениях в BES, полностью отказавшись от стартов в FIA GT1. Решение оправдывает себя: уже в первый полный сезон экипаж бельгийца становится вице-чемпионом личного зачёта класса GT3 Pro.

## Статистика результатов в моторных видах спорта

### Сводная таблица
| 1994 | Бельгийская Формула-Форд                   | MB Racing                           | н/д        | н/д        | н/д        | н/д        | н/д        | 1-й        |
| 1994 | Европейская Формула-Форд                   | н/д                                 | н/д        | н/д        | н/д        | н/д        | 13         | 8-й        |
| 1995 | Британская Формула-Форд                    | Swift Racing Cars                   | н/д        | н/д        | н/д        | н/д        | 127        | 1-й        |
| 1995 | Европейская Формула-Форд                   | н/д                                 | н/д        | н/д        | н/д        | н/д        | 55         | 1-й        |
| 1995 | Фестиваль Формулы-Форд                     | Swift Racing Cars                   | н/д        | н/д        | н/д        | н/д        |            | НК         |
| 1996 | Европейская Формула-Opel                   | Van Amersfoort Racing               | 16         | н/д        | 8          | 7          | 239        | 1-й        |
| 1997 | Немецкая Формула-3                         | Van Amersfoort Racing               | 18         | 2          | 1          | 0          | 100        | 7-й        |
| 1997 | 1000 миль Хоккенхайма Ф3                   | Van Amersfoort Racing               | 1          | 0          | 0          | 0          |            | 5-й        |
| 1997 | Гран-при Монако Ф3                         | Van Amersfoort Racing               | 1          | 0          | 0          | 0          |            | 7-й        |
| 1997 | F3 Masters                                 | н/д                                 | 1          | 0          | 0          | 0          |            | НФ         |
| 1997 | Гран-при Макао Ф3                          | Opel Team BSR                       | 1          | 0          | 0          | 0          |            | НФ         |
| 1998 | Немецкая Формула-3                         | Van Amersfoort Racing               | 20         | 9          | 4          | 7          | 200        | 1-й        |
| 1997 | 1000 миль Хоккенхайма Ф3                   | Van Amersfoort Racing               | 1          | 0          | 0          | 0          |            | 4-й        |
| 1998 | F3 Masters                                 | Van Amersfoort Racing               | 1          | 0          | 0          | 0          |            | НФ         |
| 1998 | Гран-при Макао Ф3                          | Van Amersfoort Racing               | 1          | 0          | 1          | 0          |            | 8-й        |
| 1998 | Международная Формула-3000                 | West Competition                    | 0          | 0          | 0          | 0          | 0          | НК         |
| 1998 | Belcar GT                                  | MW-Racing                           | н/д        | н/д        | н/д        | н/д        | 212        | 7-й        |
| 1999 | Международная Формула-3000                 | Witmeur KTR                         | 7          | 0          | 0          | 0          | 1          | 23-й       |
| 1999 | Belgian Procar                             | Kronos                              | 1          | 0          | 0          | 0          | 12         | 20-й       |
| 2000 | Международная Формула-3000                 | Kid Jensen Racing                   | 9          | 0          | 0          | 0          | 0          | НК         |
| 2000 | Belgian Procar                             | MG Racing                           | 7          | 1          | 1          | 0          | 67         | 9-й        |
| 2000 | Belcar GTB                                 | Team Beliën                         | н/д        | н/д        | н/д        | н/д        | н/д        | 1-й        |
| 2001 | Международная Формула-3000                 | KTR                                 | 12         | 0          | 0          | 0          | 17         | 7-й        |
| 2001 | 24 часа Барселоны                          | Belgium One GP                      | 1          | 0          | 0          | 0          |            | 10-й       |
| 2002 | Мировая серия Ниссан                       | KTR                                 | 18         | 2          | 6          | 2          | 184        | 3-й        |
| 2002 | FIA GT (класс GT1)                         | Carsport Holland                    | 1          | 0          | 0          | 0          | 0          | НК         |
| 2003 | Мировая серия Ниссан                       | Racing Engineering                  | 18         | 2          | 1          | 2          | 128        | 3-й        |
| 2004 | Формула-1                                  | Minardi F1                          | тест-пилот | тест-пилот | тест-пилот | тест-пилот | тест-пилот | тест-пилот |
| 2005 | FIA GT (класс G2)                          | Belgian Racing                      | 5          | 3          | 2          | 3          | 0          | НК         |
| 2006 | FIA GT (класс G2)                          | Belgian Racing                      | 9          | н/д        | н/д        | н/д        | н/д        | 1-й        |
| 2007 | FIA GT (класс G2)                          | Belgian Racing                      | 8          | н/д        | н/д        | н/д        | н/д        | 1-й        |
| 2007 | Еврокубок Mégane Trophy                    | н/д                                 | н/д        | н/д        | н/д        | н/д        | н/д        | н/д        |
| 2008 | FIA GT (класс G2)                          | Belgian Racing                      | 8          | 5          | 0          | 5          | н/д        | 1-й        |
| 2008 | 24H Series (класс SP1)                     | Delahaye Renault United for Belgium | 1          | 0          | 0          | 1          | 24         | 2-й        |
| 2008 | Belgian GT                                 | н/д                                 | 1          | н/д        | н/д        | 0          | 0          | НК         |
| 2009 | FIA GT (класс GT1)                         | MarcVDS Racing Team                 | 8          | 0          | 0          | 0          | 9          | 14-й       |
| 2010 | Еврокубок FIA GT3                          | MarcVDS Racing Team                 | 1          | 0          | 0          | 0          |            | 2-й        |
| 2010 | Чемпионат мира FIA GT1                     | MarcVDS Racing Team                 | 20         | 0          | 0          | 0          | 50         | 13-й       |
| 2010 | LMS (класс GT1)                            | MarcVDS Racing Team                 | 1          | 1          | 0          | 1          | 18         | 5-й        |
| 2010 | 24 часа Ле-Мана (класс GT1)                | MarcVDS Racing Team                 | 1          | 0          | 0          | 0          |            | НФ         |
| 2011 | Чемпионат мира FIA GT1                     | MarcVDS Racing Team                 | 19         | 0          | 0          | 0          | 18         | 22-й       |
| 2011 | Blancpain Endurance Series (класс GT3 Pro) | MarcVDS Racing Team                 | 5          | 0          | 0          | 2          | 69         | 5-й        |
| 2011 | 24 часа Ле-Мана (класс LMP1)               | Kronos Racing                       | 1          | 0          | 0          | 0          |            | 7-й        |
| 2012 | Blancpain Endurance Series (класс GT3 Pro) | MarcVDS Racing Team                 | 6          | 1          | 0          | 2          | 111        | 2-й        |
| 2012 | FIA WEC                                    | OAK Racing                          | 2          | 0          | 0          | 0          | 5          | 39-й       |
| 2012 | FIA WEC (класс LMP2)                       | OAK Racing                          | 2          | 0          | 0          | 0          | 0          | НК         |
| 2012 | 24 часа Нюрбургринга (класс SP9 GT3)       | Marc VDS Racing Team                | 1          | 0          | 0          | 0          |            | 4-й        |
| 2012 | 24 часа Ле-Мана (класс LMP2)               | OAK Racing                          | 1          | 0          | 0          | 0          |            | 7-й        |

### Гонки на машинах с открытыми колёсами

#### Мировая серия Ниссан
| 2002 | KTR                | VA1 4  | JA1 4    | AL1 3  | MO1 1  | MC1 2 | CA1 7 | VA3 НФ | CU1 НФ | IN1 4  | 184 | 3-й |
| 2002 | KTR                | VA2 4  | JA2 2    | AL2 1  | MO2 2  | MC2 7 | CA2 2 | VA4 НФ | CU2 3  | IN2 НФ | 184 | 3-й |
| 2003 | Racing Engineering | JA1 НФ | ZO1 2    | MC1 НФ | MO1 НФ | LA1 4 | SP1 1 | CA1 7  | VA1 5  | JA3 НФ | 128 | 3-й |
| 2003 | Racing Engineering | JA2 4  | ZO2 14НФ | MC2 5  | MO2 НФ | LA2 5 | SP2 2 | CA2 НФ | VA2 5  | JA4 1  | 128 | 3-й |

Жирным выделен старт с поул-позиции. Курсивом — быстрейший круг в гонке.

| Легенда к таблице |                                                                    |
| --- | ------------------------------------------------------------------ |
| В таблице перечислены результаты всех гонок, в которых принимал участие гонщик. Строками таблицы являются сезоны, столбцами — этапы соревнований. В каждой клетке указаны сокращённое название этапа и результат, дополнительно обозначенный цветом. Расшифровка обозначений и цветов представлена в нижеследующей таблице. |                                                                    |
| \| Пример \| Описание \| \| ------------ \| ------------------------------------------------------------------ \| \| 1 \| Победитель \| \| 2 \| Второе место \| \| 3 \| Третье место \| \| 5 \| Финишировал, заработав очки \| \| Сход \| Не финишировал, но при этом заработал очки \| \| 12 \| Финишировал, не получив очков \| \| НКЛ \| Финишировал, но не попал в финальную классификацию \| \| 15 \| Участвовал вне зачёта, либо по отдельной классификации \| \| 18 \| Не финишировал, но попал в финальную классификацию \| \| Сход \| Не финишировал \| \| НКВ \| Не прошёл квалификацию \| \| НПКВ \| Не прошёл предквалификацию \| \| ДСК \| Дисквалифицирован \| \| ИСК \| Исключён из протокола соревнований \| \| ТТ \| Заявлен для участия только в тренировках \| \| НС \| Участвовал в квалификации, но не стартовал в гонке \| \| Т \| Травмирован или болен \| \| ОТК \| Отказ от участия \| \| НТР \| Прибыл на соревнования, но на трассу не выезжал \| \| НПР \| Был заявлен в числе участников, но не прибыл к началу соревнований \| \| О \| Соревнования отменены \| \| \| Не участвовал \| \| Поул-позиция \| \| \| Быстрый круг \| \| |                                                                    |
| Пример | Описание                                                           |
| 1 | Победитель                                                         |
| 2 | Второе место                                                       |
| 3 | Третье место                                                       |
| 5 | Финишировал, заработав очки                                        |
| Сход | Не финишировал, но при этом заработал очки                         |
| 12 | Финишировал, не получив очков                                      |
| НКЛ | Финишировал, но не попал в финальную классификацию                 |
| 15 | Участвовал вне зачёта, либо по отдельной классификации             |
| 18 | Не финишировал, но попал в финальную классификацию                 |
| Сход | Не финишировал                                                     |
| НКВ | Не прошёл квалификацию                                             |
| НПКВ | Не прошёл предквалификацию                                         |
| ДСК | Дисквалифицирован                                                  |
| ИСК | Исключён из протокола соревнований                                 |
| ТТ | Заявлен для участия только в тренировках                           |
| НС | Участвовал в квалификации, но не стартовал в гонке                 |
| Т | Травмирован или болен                                              |
| ОТК | Отказ от участия                                                   |
| НТР | Прибыл на соревнования, но на трассу не выезжал                    |
| НПР | Был заявлен в числе участников, но не прибыл к началу соревнований |
| О | Соревнования отменены                                              |
| | Не участвовал                                                      |
| Поул-позиция |                                                                    |
| Быстрый круг |                                                                    |